# Dave Bowen
Dave Bowen, właśc. David Lloyd Bowen (ur. 7 czerwca 1928 w Maestegu, zm. 25 września 1995 w Northampton) – walijski piłkarz grający na pozycji pomocnika, reprezentant Walii, kapitan reprezentacji podczas mistrzostw świata 1958 w Szwecji.

## Kariera piłkarska
Urodzony w Maestegu, Bowen karierę piłkarską rozpoczął w 1947 roku w Northampton Town, skąd w 1950 ściągnięty do Arsenalu Londyn przez trenera klubu, Toma Whittakera, gdzie przez wiele lat był zmiennikiem Joego Mercera. W drużynie zadebiutował dnia 24 marca 1951 roku w meczu przeciwko Wolverhamptonowi Wanderers. W sezonie 1952/1953 mimo rozegrania zaledwie dwóch meczów ligowych zdobył mistrzostwo Anglii, także zdobył w tym samym roku Tarczę Dobroczynności. W drużynie Kanonierów występował do 1959 roku grając w 146 meczach ligowych, strzelając w nich 2 gole.
Potem wrócił do Northampton Town, gdzie w 1960 roku zakończył piłkarską karierę.

## Kariera reprezentacyjna
Dave Bowen w reprezentacji Walii zadebiutował we wrześniu 1954 roku w meczu towarzyskim przeciwko reprezentacji Jugosławii. Został mianowany kapitanem reprezentacji podczas mistrzostw świata 1958 w Szwecji, gdzie reprezentacja dotarła do ćwierćfinału i uległa w nim reprezentacji Brazylii 0:1 po bramce 17-letniego wówczas Pelégo. Bowen, wraz z reprezentacyjnym bramkarzem Jackiem Kelseyem, to pierwsi piłkarze Arsenalu Londyn, którzy wystąpili na mistrzostwach świata. Ostatni raz w reprezentacji zagrał w 1959 roku. Łącznie w latach 1954–1959 w reprezentacji Walii rozegrał 19 meczów i strzelił 1 gola.

## Kariera trenerska
Dave Bowen karierę trenerską rozpoczął w 1959 roku jako grający trener występującego wówczas w Football League Fourth Division Northampton Town, z którym w sezonie 1964/1965 awansował do Football League First Division, gdzie po jednym sezonie spadł do Football League Second Division, gdzie w następnym sezonie spadł do Football League Third Division, po czym Bowen zrezygnował. Ponownie trenerem Northampton Town był w latach 1969–1972. Jednak nadal pracował w klubie jako dyrektor generalny, sekretarz generalny i dyrektor sportowy.
W międzyczasie Dave Bowen w latach 1964–1974 był selekcjonerem reprezentacji Walii.

## Śmierć i upamiętnienie
Dave Bowen zmarł 25 września 1995 roku w Northampton w wieku 67 lat. Północna trybuna Sixfields Stadium została nazwana jego imieniem.

## Sukcesy

### Piłkarskie
Arsenal F.C.
- mistrz Anglii: 1953
- Tarcza Dobroczynności: 1953

Reprezentacja Walii
- ćwierćfinał mistrzostw świata: 1958

### Trenerskie
Northampton Town
- awans do Football League First Division: 1965